# Peter Yates
Peter Yates (Aldershot, Hampshire, 24 de julho de 1929 — Londres,  9 de janeiro de 2011) foi um produtor e diretor de cinema inglês.
Foi indicado ao Oscar em quatro edições, entre elas para melhor diretor e melhor filme com Breaking Away (1979) e O Fiel Camareiro (1983).

## Filmografia como diretor
- A Separate Peace (2004) (TV)
- Don Quixote (2000) (TV)
- Curtain Call (1999)
- The Run of the Country (1995)
- Roommates (1995)
- Year of the Comet (1992)
- An Innocent Man (1989)
- The House on Carroll Street (1988)
- Suspect (1987)
- Eleni (1985)
- The Dresser (1983)
- Krull (1983)
- Eyewitness (filme) (1981)
- Breaking Away (1979)
- The Deep (1977)
- Mother, Jugs & Speed (1976)
- For Pete's Sake (1974)
- The Friends of Eddie Coyle (1973)
- The Hot Rock (1972)
- Murphy's War (1971)
- John and Mary (1969)
- Bullitt (1968)
- Robbery (1967)
- Koroshi (1966) (TV)
- Danger Man (1964) TV Series
- One Way Pendulum (1964)
- Summer Holiday (1963)
- The Saint (1962) TV Series (7 episódios)